# .au
Bài này nói về tên miền quốc gia. Để đọc về định dạng âm thanh, xem .au (định dạng tập tin).
.au là tên miền Internet quốc gia (ccTLD) dành cho Úc. Nó được quản lý bởi Chính quyền Tên miền.au.